# Пройслер, Отфрид
О́тфрид Про́йслер (нем. Otfried Preußler; 20 октября 1923, Рейхенберг — 18 февраля 2013, Прин-ам-Химзе) — немецкий детский писатель. Наиболее известные произведения: «Маленькая Баба-Яга», «Маленькое привидение», «Маленький водяной» и «Крабат, или Легенды старой мельницы».

## Биография
Родился 20 октября 1923 года в богемском Рейхенберге. Отец Отфрида увлекался историей родного края и привил эту любовь сыну.
После окончания школы Пройслер был отправлен воевать на восточный фронт, а в 1944 году лейтенантом попадает в советский плен. Вернувшись в 1949 году из плена, с большим трудом отыскал родных и невесту, на которой он в том же году женится.
Более двадцати лет (до 1970 года) работал учителем и директором школы в Баварии.
В это же время он начинает писать сказки «Маленький водяной» (1956), «Маленькая Баба-Яга» (1957) и «Маленькое привидение» (1966), весьма нетрадиционные для немецкой детской литературы — в его произведениях по определению отрицательные герои выступают в роли положительных. Однако вершиной писательского мастерства для Пройслера стала сказка «Крабат, или Легенды старой мельницы», написанная по мотивам легенд лужицких сербов — западнославянской народности, проживающих на востоке Германии по берегам Шпрее.
Всего Пройслером написано 32 книги, которые переведены около 275 раз на 55 языков мира и получили различные премии. Суммарный тираж его книг достигает 55 млн экземпляров.
Пройслер жил и работал в Гайденголзене недалеко от Розенхайма. С тех пор, как он удалился от дел, Пройслер начал писать о пережитом в советском плену. Однако его воспоминания были опубликованы лишь после его смерти.

## Экранизации
- 1967 — «Лесной разбойник» (телефильм)
- 1974 — «Лесной разбойник» / Der Räuber Hotzenplotz, режиссёр Густав Эмк
- 1977 — «Крабат — ученик колдуна» / Carodejuv ucen (анимационный), режиссёр Карел Земан
- 1979 — «И снова лесной разбойник» / Neues vom Räuber Hotzeplotz, режиссёр Густав Эмк
- 1986 — «Маленькая колдунья» / Die kleine Hexe, режиссёр Зденек Сметана
- 1986 — «Маленькая Баба-Яга» (фильм-спектакль), режиссёр Анатолий Равикович
- 1987 — «Привидение из города Ойленберга» (фильм-спектакль), режиссёр Анатолий Слясский
- 1991 — «Маленькая колдунья» режиссёр Геннадий Сокольский
- 1992 — «Маленькое привидение» / Das Kleine Gespenst, режиссёр Курт Линда
- 1993 — «Глупая Августина» / Die dumme Augustine, режиссёр Юрай Герц
- 2006 — «Лесной разбойник» / Der Räuber Hotzenplotz, режиссёр Гернот Ролль
- 2008 — «Крабат. Ученик колдуна» / Krabat, режиссёр Марко Кройцпайнтнер
- 2013 — «Маленькое привидение» / Das kleine Gespenst, Ален Гспонер
- 2018 — «Маленькая ведьма» / Die kleine Hexe, режиссёр Михаэль Шёрер
- 2022 — «Лесной разбойник» / Der Räuber Hotzeplotz, режиссёр Михаэль Крумменахер

## Награды

### Государственные награды
- Офицерский крест ордена «За заслуги перед Федеративной Республикой Германия» (1993 год)
- Баварский орден «За заслуги» (1979 год)
- Баварский орден Максимилиана «За достижения в науке и искусстве» (2010 год)

### Литературные премии
- 1956 год — Немецкая премия за книги для детей (нем. Deutscher Kinderbuchpreis), специальный приз.
- 1961 год — Немецкая премия за книги для детей (нем. Deutscher Kinderbuchpreis), специальный приз.
- 1963 год — Немецкая премия за книги для юношества (нем. Deutscher Jugendbuchpreis).
- 1971 год — Культурная премия города Розенхайма.
- 1972 год — Серебряное перо Роттердама (Премия за книги для молодежи, Нидерланды).
- 1972 год — Немецкая премия за книги для юношества.
- 1972 год — Польская премия за книги для юношества.
- 1973 год — Европейская премия за книги для юношества
- 1973 год — Серебряное перо Роттердама (Премия за книги для молодежи, Нидерланды).
- 1973 год — Премия «Выдающаяся книга 1973 года» Американской библиотечной ассоциации.
- 1977 год — Премия Польских издательств за книги для юношества.
- 1979 год — Культурная премия Судетских немцев.
- 1980 год — Премия «Libro des interés infantil» Министерства культуры Испании.
- 1987 год — Премия имени Андреаса Грифиуса.
- 1987 год — Католическая премия за книги для детей
- 1988 год — Премия «El-Barco-de-Vapor» (Испания)
- 1988 год — Большая премия Немецкой академии детской и юношеской литературы.
- 1990 год — Литературная премия Эйхендорфа.
- 1992 год — Немецкая премия фэнтези города Пассау.
- 1996 год — серебряный знак Фонда Санта-Мария.
- 1997 год — Премия «Die spielende Hand» Ассоциации немецких кукольных театров.
- 1997 год — Культурная премия Верхней Баварии.
- 1998 год — Премия «Wildweibchen» города Райхельсхайм.
- 2000 год — Литературная премия имени Конрада Аденауэра.
- 2001 год — Серебряная пластина «El-Barco-de-Vapor» (Испания).